# Liste der Orte im Landkreis Neuburg-Schrobenhausen
Die Liste der Orte im Landkreis Neuburg-Schrobenhausen listet die 243 amtlich benannten Gemeindeteile (Hauptorte, Kirchdörfer, Pfarrdörfer, Dörfer, Weiler und Einöden) im Landkreis Neuburg-Schrobenhausen auf.

## Systematische Liste
Alphabet der Städte und Gemeinden mit den zugehörigen Orten.
- Die Gemeinde Aresing mit 10 Gemeindeteilen:
  - Pfarrdörfer Aresing und Oberlauterbach
  - Kirchdörfer Autenzell, Rettenbach und Unterweilenbach
  - Dörfer Niederdorf und Oberweilenbach
  - Weiler Gütersberg
  - Einöden Hengthal und Neuhof

- Die Gemeinde Berg im Gau mit 8 Gemeindeteilen:
  - Pfarrdorf Berg im Gau
  - Kirchdorf Dirschhofen
  - Dörfer Alteneich, Dettenhofen, Eppertshofen, Lampertshofen, Oberarnbach und Siefhofen

- Die Gemeinde Bergheim mit 5 Gemeindeteilen:
  - Pfarrdörfer Bergheim und Unterstall
  - Kirchdorf Attenfeld
  - Einöden Hennenweidach und Igstetterhof

- Die Gemeinde Brunnen mit 9 Gemeindeteilen:
  - Pfarrdorf Brunnen
  - Kirchdorf Hohenried
  - Dörfer Kaltenherberg und Niederarnbach
  - Weiler Gerstetten, Hönighausen und Kaltenthal
  - Einöden Gadenhof und Schachhof

- Der Markt Burgheim mit 17 Gemeindeteilen:
  - Hauptort Burgheim
  - Pfarrdörfer Dezenacker, Illdorf, Leidling, Ortlfing und Straß
  - Kirchdörfer Kunding und Wengen
  - Dorf Moos
  - Weiler mit Kirche Biding, Eschling und Längloh
  - Einöden Grasmühle, Hirst, Langwiedmühle, Oggermühle und Schnödhof

- Die Gemeinde Ehekirchen mit 24 Gemeindeteilen:
  - Pfarrdörfer Ambach, Bonsal, Buch, Dinkelshausen, Ehekirchen, Haselbach, Hollenbach, Holzkirchen, Schönesberg, Seiboldsdorf und Walda
  - Kirchdörfer Fernmittenhausen, Nähermittenhausen, Schainbach und Weidorf
  - Weiler Ried und Wallertshofen
  - Einöden Anderhof, Auhof, Aumühle, Heilig Geistmühle, Kagerhof, Kehrhof und Probmühle

- Die Gemeinde Gachenbach mit 15 Gemeindeteilen:
  - Pfarrdorf Weilach
  - Kirchdörfer Gachenbach, Habertshausen und Peutenhausen
  - Dörfer Osterham, Sattelberg und Westerham
  - Weiler Ried
  - Einöden Birglbach, Etzlberg, Flammensbach, Hardt, Labersdorf und Spitalmühle
  - Wallfahrtskirche (-kapelle) Maria Beinberg

- Die Gemeinde Karlshuld mit 6 Gemeindeteilen:
  - Pfarrdorf Karlshuld
  - Dörfer Grasheim, Kleinhohenried, Kochheim und Neuschwetzingen
  - Weiler Nazibühl

- Die Gemeinde Karlskron mit 15 Gemeindeteilen:
  - Pfarrdörfer Adelshausen, Karlskron und Pobenhausen
  - Siedlungen Deubling, Fruchtheim, Josephenburg, Probfeld und Walding
  - Dörfer Aschelsried, Brautlach, Grillheim, Karlsruh und Mändlfeld
  - Weiler Bofzheim und Wintersoln

- Die Gemeinde Königsmoos mit 9 Gemeindeteilen:
  - Pfarrdörfer Klingsmoos, Ludwigsmoos und Untermaxfeld
  - Dörfer Achhäuser, Obergrasheim, Obermaxfeld, Rosing und Stengelheim
  - Einöde Zitzelsheim

- Die Gemeinde Langenmosen mit 4 Gemeindeteilen:
  - Pfarrdorf Langenmosen
  - Dörfer Malzhausen und Winkelhausen
  - Einöde Grabmühle

- Die Stadt Neuburg a.d.Donau mit 27 Gemeindeteilen:
  - Hauptort Neuburg a.d.Donau
  - Pfarrdörfer Bergen, Bittenbrunn, Joshofen, Marienheim, Ried und Zell
  - Kirchdörfer Laisacker und Sehensand
  - Dörfer Altmannstetten, Bruck, Feldkirchen, Gietlhausen, Hardt, Heinrichsheim, Hessellohe, Maxweiler und Rödenhof
  - Weiler Bürgerschwaige
  - Einöden Auschlösschen, Eulahof, Gnadenfeld (Kahlhof), Rothheim und Ziegelau
  - Gut Rohrenfeld
  - Schloss Grünau
  - Forsthaus Forsthof

- Die Gemeinde Oberhausen mit 9 Gemeindeteilen:
  - Pfarrdörfer Oberhausen, Sinning und Unterhausen
  - Weiler Kreut
  - Einöden Beutmühle, Höfelhof, Kastlmühle, Sankt Wolfgang und Stelzhof

- Der Markt Rennertshofen mit 28 Gemeindeteilen:
  - Hauptort Rennertshofen
  - Pfarrdörfer Ammerfeld, Bertoldsheim, Emskeim, Hütting, Mauern, Rohrbach, Stepperg und Trugenhofen
  - Kirchdörfer Ellenbrunn, Erlbach, Kienberg, Riedensheim und Treidelheim
  - Dorf Hatzenhofen
  - Weiler Altstetten, Asbrunn und Siglohe
  - Einöden Dittenfeld, Dünsberg, Feldmühle, Gallenmühle, Giglberg, Hundertthalermühle, Sprößlmühle, Störzelmühle und Wolpertsau
  - Kirche Antoniberg

- Die Gemeinde Rohrenfels mit 10 Gemeindeteilen:
  - Pfarrdörfer Rohrenfels und Wagenhofen
  - Kirchdorf Baiern
  - Dörfer Ballersdorf, Ergertshausen und Isenhofen
  - Weiler Neustetten
  - Einöden Doferhof, Fesenmühle und Krellesmühle

- Die Stadt Schrobenhausen mit 21 Gemeindeteilen:
  - Hauptort Schrobenhausen
  - Pfarrdörfer Hörzhausen, Mühlried und Sandizell
  - Kirchdörfer Edelshausen, Halsbach, Königslachen und Steingriff
  - Dörfer Gollingkreut, Linden und Ried
  - Weiler Öd
  - Einöden Altenfurt, Aumühle, Gaishof, Högenau, Kreuthof, Mantelberg, Rinderhof, Sandhof und Weil

- Die Gemeinde Waidhofen mit 17 Gemeindeteilen:
  - Pfarrdorf Waidhofen
  - Kirchdorf Schenkenau
  - Dörfer Diepoltshofen, Gröbern, Rachelsbach, Waizenried, Wangen und Westerbach
  - Weiler Laag und Stadel
  - Einöden Altenburg, Ammersberg, Haid a.Rain, Kaifeck, Mergertsmühle, Schenkengrub und Seelhof

- Die Gemeinde Weichering mit 8 Gemeindeteilen:
  - Pfarrdorf Weichering
  - Kirchdorf Lichtenau
  - Siedlung Osterfeldsiedlung
  - Weiler Lichtenheim und Rosenschwaig
  - Einöden Obermühle, Oberschwaig und Schornreut

## Alphabetische Liste
In Fettschrift erscheinen die Orte, die namengebend für die Gemeinde sind.

### A
- Achhäuser zu Königsmoos
- Adelshausen zu Karlskron
- Altenburg zu Waidhofen
- Alteneich zu Berg im Gau
- Altenfurt zu Schrobenhausen
- Altmannstetten zu Neuburg a.d.Donau
- Altstetten zu Rennertshofen
- Ambach zu Ehekirchen
- Ammerfeld zu Rennertshofen
- Ammersberg zu Waidhofen
- Anderhof zu Ehekirchen
- Antoniberg zu Rennertshofen
- Aresing
- Asbrunn zu Rennertshofen
- Aschelsried zu Karlskron
- Attenfeld zu Bergheim
- Auhof zu Ehekirchen
- Aumühle zu Ehekirchen
- Aumühle zu Schrobenhausen
- Auschlösschen zu Neuburg a.d.Donau
- Autenzell zu Aresing

### B
- Baiern zu Rohrenfels
- Ballersdorf zu Rohrenfels
- Berg im Gau
- Bergen zu Neuburg a.d.Donau
- Bergheim
- Bertoldsheim zu Rennertshofen
- Beutmühle zu Oberhausen
- Biding zu Burgheim
- Birglbach zu Gachenbach
- Bittenbrunn zu Neuburg a.d.Donau
- Bofzheim zu Karlskron
- Bonsal zu Ehekirchen
- Brautlach zu Karlskron
- Bruck zu Neuburg a.d.Donau
- Brunnen
- Buch zu Ehekirchen
- Bürgerschwaige zu Neuburg a.d.Donau
- Burgheim

### D
- Dettenhofen zu Berg im Gau
- Deubling zu Karlskron
- Dezenacker zu Burgheim
- Diepoltshofen zu Waidhofen
- Dinkelshausen zu Ehekirchen
- Dirschhofen zu Berg im Gau
- Dittenfeld zu Rennertshofen
- Doferhof zu Rohrenfels
- Dünsberg zu Rennertshofen

### E
- Edelshausen zu Schrobenhausen
- Ehekirchen
- Ellenbrunn zu Rennertshofen
- Emskeim zu Rennertshofen
- Eppertshofen zu Berg im Gau
- Ergertshausen zu Rohrenfels
- Erlbach zu Rennertshofen
- Eschling zu Burgheim
- Etzlberg zu Gachenbach
- Eulahof zu Neuburg a.d.Donau

### F
- Feldkirchen zu Neuburg a.d.Donau
- Feldmühle zu Rennertshofen
- Fernmittenhausen zu Ehekirchen
- Fesenmühle zu Rohrenfels
- Flammensbach zu Gachenbach
- Forsthof zu Neuburg a.d.Donau
- Fruchtheim zu Karlskron

### G
- Gachenbach
- Gadenhof zu Brunnen
- Gaishof zu Schrobenhausen
- Gallenmühle zu Rennertshofen
- Gerstetten zu Brunnen
- Gietlhausen zu Neuburg a.d.Donau
- Giglberg zu Rennertshofen
- Gnadenfeld zu Neuburg a.d.Donau
- Gollingkreut zu Schrobenhausen
- Grabmühle zu Langenmosen
- Grasheim zu Karlshuld
- Grasmühle zu Burgheim
- Grillheim zu Karlskron
- Gröbern zu Waidhofen
- Grünau zu Neuburg a.d.Donau
- Gütersberg zu Aresing

### H
- Habertshausen zu Gachenbach
- Haid am Rain zu Waidhofen
- Halsbach zu Schrobenhausen
- Hardt zu Gachenbach
- Hardt zu Neuburg a.d.Donau
- Haselbach zu Ehekirchen
- Hatzenhofen zu Rennertshofen
- Heilig Geistmühle zu Ehekirchen
- Heinrichsheim zu Neuburg a.d.Donau
- Hengthal zu Aresing
- Hennenweidach zu Bergheim
- Hessellohe zu Neuburg a.d.Donau
- Hirst zu Burgheim
- Höfelhof zu Oberhausen
- Högenau zu Schrobenhausen
- Hohenried zu Brunnen
- Hollenbach zu Ehekirchen
- Holzkirchen zu Ehekirchen
- Hönighausen zu Brunnen
- Hörzhausen zu Schrobenhausen
- Hundertthalermühle zu Rennertshofen
- Hütting zu Rennertshofen

### I
- Igstetterhof zu Bergheim
- Illdorf zu Burgheim
- Isenhofen zu Rohrenfels

### J
- Josephenburg zu Karlskron
- Joshofen zu Neuburg a.d.Donau

### K
- Kagerhof zu Ehekirchen
- Kaifeck zu Waidhofen
- Kaltenherberg zu Brunnen
- Kaltenthal zu Brunnen
- Karlshuld
- Karlskron
- Karlsruh zu Karlskron
- Kastlmühle zu Oberhausen
- Kehrhof zu Ehekirchen
- Kienberg zu Rennertshofen
- Kleinhohenried zu Karlshuld
- Klingsmoos zu Königsmoos
- Kochheim zu Karlshuld
- Königslachen zu Schrobenhausen
- Krellesmühle zu Rohrenfels
- Kreut zu Oberhausen
- Kreuthof zu Schrobenhausen
- Kunding zu Burgheim

### L
- Laag zu Waidhofen
- Labersdorf zu Gachenbach
- Laisacker zu Neuburg a.d.Donau
- Lampertshofen zu Berg im Gau
- Langenmosen
- Längloh zu Burgheim
- Langwiedmühle zu Burgheim
- Leidling zu Burgheim
- Lichtenau zu Weichering
- Lichtenheim zu Weichering
- Linden zu Schrobenhausen
- Ludwigsmoos zu Königsmoos

### M
- Malzhausen zu Langenmosen
- Mändlfeld zu Karlskron
- Mantelberg zu Schrobenhausen
- Maria Beinberg zu Gachenbach
- Marienheim zu Neuburg a.d.Donau
- Mauern zu Rennertshofen
- Maxweiler zu Neuburg a.d.Donau
- Mergertsmühle zu Waidhofen
- Moos zu Burgheim
- Mühlried zu Schrobenhausen

### N
- Nähermittenhausen zu Ehekirchen
- Nazibühl zu Karlshuld
- Neuburg a.d.Donau
- Neuhof zu Aresing
- Neuschwetzingen zu Karlshuld
- Neustetten zu Rohrenfels
- Niederarnbach zu Brunnen
- Niederdorf zu Aresing

### O
- Oberarnbach zu Berg im Gau
- Obergrasheim zu Königsmoos
- Oberhausen
- Oberlauterbach zu Aresing
- Obermaxfeld zu Königsmoos
- Obermühle zu Weichering
- Oberschwaig zu Weichering
- Oberweilenbach zu Aresing
- Öd zu Schrobenhausen
- Oggermühle zu Burgheim
- Ortlfing zu Burgheim
- Osterfeldsiedlung zu Weichering
- Osterham zu Gachenbach

### P
- Peutenhausen zu Gachenbach
- Pobenhausen zu Karlskron
- Probfeld zu Karlskron
- Probmühle zu Ehekirchen

### R
- Rachelsbach zu Waidhofen
- Rennertshofen
- Rettenbach zu Aresing
- Ried zu Ehekirchen
- Ried zu Gachenbach
- Ried zu Neuburg a.d.Donau
- Ried zu Schrobenhausen
- Riedensheim zu Rennertshofen
- Rinderhof zu Schrobenhausen
- Rödenhof zu Neuburg a.d.Donau
- Rohrbach zu Rennertshofen
- Rohrenfeld zu Neuburg a.d.Donau
- Rohrenfels
- Rosenschwaig zu Weichering
- Rosing zu Königsmoos
- Rothheim zu Neuburg a.d.Donau

### S
- Sandhof zu Schrobenhausen
- Sandizell zu Schrobenhausen
- Sankt Wolfgang zu Oberhausen
- Sattelberg zu Gachenbach
- Schachhof zu Brunnen
- Schainbach zu Ehekirchen
- Schenkenau zu Waidhofen
- Schenkengrub zu Waidhofen
- Schnödhof zu Burgheim
- Schönesberg zu Ehekirchen
- Schornreut zu Weichering
- Schrobenhausen
- Seelhof zu Waidhofen
- Sehensand zu Neuburg a.d.Donau
- Seiboldsdorf zu Ehekirchen
- Siefhofen zu Berg im Gau
- Siglohe zu Rennertshofen
- Sinning zu Oberhausen
- Spitalmühle zu Gachenbach
- Sprößlmühle zu Rennertshofen
- Stadel zu Waidhofen
- Steingriff zu Schrobenhausen
- Stelzhof zu Oberhausen
- Stengelheim zu Königsmoos
- Stepperg zu Rennertshofen
- Störzelmühle zu Rennertshofen
- Straß zu Burgheim

### T
- Treidelheim zu Rennertshofen
- Trugenhofen zu Rennertshofen

### U
- Unterhausen zu Oberhausen
- Untermaxfeld zu Königsmoos
- Unterstall zu Bergheim
- Unterweilenbach zu Aresing

### W
- Wagenhofen zu Rohrenfels
- Waidhofen
- Waizenried zu Waidhofen
- Walda zu Ehekirchen
- Walding zu Karlskron
- Wallertshofen zu Ehekirchen
- Wangen zu Waidhofen
- Weichering
- Weidorf zu Ehekirchen
- Weil zu Schrobenhausen
- Weilach zu Gachenbach
- Wengen zu Burgheim
- Westerbach zu Waidhofen
- Westerham zu Gachenbach
- Winkelhausen zu Langenmosen
- Wintersoln zu Karlskron
- Wolpertsau zu Rennertshofen

### Z
- Zell zu Neuburg a.d.Donau
- Ziegelau zu Neuburg a.d.Donau
- Zitzelsheim zu Königsmoos

| ↑ Zurück zum Inhaltsverzeichnis |